# Drapeau de la République centrafricaine
Le drapeau de la République centrafricaine est le drapeau national de la Centrafrique. Il a été présenté à l'assemblée législative le 1er décembre 1958 par le président Barthélémy Boganda. Ce même jour, sous son impulsion, l'Oubangui-Chari devenait la République centrafricaine.
Visionnaire, il plaçait dans le nouvel État tous les espoirs d'en faire l'embryon d'une république fédérale qui comprendrait les anciens pays membres de l'Afrique équatoriale française, creuset d'un vaste mouvement d'émancipation sociale du peuple noir à l'échelle de l'Afrique, si ce n'est du monde : « Libérer l'Afrique et les Africains de la servitude et de la misère, telle est ma raison d'être et le sens de mon existence ».

## Signification des symboles et couleurs
L'étoile guide les pas du peuple noir vers la liberté et l'émancipation. Au début était représentée une main dont l'index était pointé sur l'étoile du MESAN, le Mouvement d'évolution sociale de l'Afrique noire.
Notons que pour tous les drapeaux, plusieurs significations sont à retenir. La plus répandue pour ce drapeau est la suivante :
Toujours dans la logique  panafricaine, on peut voir chacun d'autres symboliques aux différentes couleurs :
- La couleur bleue correspond au Congo et l'océan qui le berce.
- La couleur blanche pour le Tchad et son coton.
- La couleur verte symbolise le Gabon et ses forêts.
- La couleur jaune pour la Centrafrique et ses richesses minières
- La couleur rouge correspond au sang versé par tous les martyrs.

Une autre interprétation des couleurs fait combiner le tricolore français (bleu blanc rouge) et les couleurs panafricaines (rouge jaune vert).

## Durant l'Empire centrafricain de Bokassa
Le président Jean-Bédel Bokassa envisage un nouveau drapeau en 1976, à la suite de sa conversion à l'islam sous l'influence du dirigeant libyen Mouammar Kadhafi. La proposition évoquée comprend un croissant de lune surmonté d'une étoile. 
Cependant, la proposition n'est pas adoptée après la création de l'Empire centrafricain par Bokassa, alors investi sous le titre d'« Empereur Bokassa Ier ». Le 4 décembre 1976, la constitution décrit l'emblème pour l'usage personnel de l'Empereur et le drapeau existant est réutilisé. L’étendard personnel de l'empereur est de couleur vert clair, avec un aigle doré au centre superposé sur une étoile d'or à 20 pointes, inspiré par l'aigle impériale de Napoléon Ier.

Proposition de drapeau en 1976.
Étendard impérial entre 1976 et 1979.